# Charlie y la fábrica de chocolate (musical)
Charlie y la fábrica de chocolate es un musical basado en la novela homónima de Roald Dahl, con libreto de David Greig, música de Marc Shaiman y letras de Scott Wittman y el propio Shaiman. Su trama central gira en torno a Charlie Bucket, un niño humilde y de buen corazón que a través de un concurso se convierte en uno de los cinco afortunados que podrán realizar una visita guiada a la fábrica de chocolate del excéntrico y misterioso Willy Wonka. Además de los temas originales de Marc Shaiman y Scott Wittman, la obra también incluye algunas canciones que Anthony Newley y Leslie Bricusse compusieron para la película de 1971 Willy Wonka & the Chocolate Factory.
Dirigido por Sam Mendes, el espectáculo tuvo su première mundial en 2013 en el Theatre Royal, Drury Lane del West End londinense, donde se representó durante más de tres años. De cara a su llegada a Broadway en 2017, el libreto fue revisado en profundidad y se introdujeron numerosos cambios en el equipo creativo, destacando la incorporación de Jack O'Brien como director. Sin embargo, el montaje neoyorquino no logró igualar el éxito de su predecesor en Londres y apenas se mantuvo nueve meses en cartel. Desde entonces, Charlie y la fábrica de chocolate también ha podido verse en multitud de ciudades a lo largo de todo el mundo.

## Sinopsis
Charlie Bucket es un niño humilde y con un gran corazón que vive junto a su familia en una modesta casa cerca de la fábrica de chocolate de Willy Wonka. En el pasado, el señor Wonka fue el chocolatero más famoso del mundo gracias a sus fantásticos dulces, pero desde hace años vive recluido en su fábrica para evitar que espías de empresas rivales roben sus recetas. Aunque en todo este tiempo nadie ha vuelto a poner un pie en la factoría, los chocolates siguen produciéndose de manera misteriosa. Un día, Willy Wonka hace un anuncio inesperado. Abrirá las puertas de su enigmática fábrica y ofrecerá una visita guiada a los cinco afortunados que encuentren uno de los billetes dorados que previamente ha escondido en cinco de sus chocolatinas. Además, uno de ellos recibirá un premio especial al final del recorrido. Charlie sueña con ser uno de los agraciados a pesar de que sus posibilidades son escasas debido a la precaria situación económica que atraviesa su familia. A medida que se van anunciando los ganadores del concurso, la esperanza de Charlie es cada vez más débil, pero contra todo pronóstico consigue el último billete dorado y, junto a su abuelo Joe, otros cuatro niños y sus respectivos acompañantes, se adentra en la fábrica para vivir la experiencia más importante de su vida.

## Producciones
| Producción           | Producción           | Teatro                    | Fecha de estreno         | Fecha de cierre       | Funciones | Dirección        |
| West End             | West End             | Theatre Royal, Drury Lane | 25 de junio de 2013      | 7 de enero de 2017    |           | Sam Mendes       |
| Broadway             | Broadway             | Lunt-Fontanne Theatre     | 23 de abril de 2017      | 14 de enero de 2018   | 305       | Jack O'Brien     |
| Gira en Norteamérica | Gira en Norteamérica | Varios                    | 22 de septiembre de 2018 | 13 de octubre de 2019 |           | Jack O'Brien     |
| Gira en EE. UU.      | Gira en EE. UU.      | Varios                    | 1 de enero de 2020       | 19 de junio de 2022   |           | Jack O'Brien     |
| España               | Madrid               | Espacio Delicias          | 22 de septiembre de 2022 | 9 de abril de 2023    | > 250     | Federico Bellone |
| España               | Gira                 | Varios                    | 6 de octubre de 2023     | 4 de febrero de 2024  | > 250     | Federico Bellone |
| Gira en Reino Unido  | Gira en Reino Unido  | Varios                    | 18 de noviembre de 2022  | 4 de febrero de 2024  | > 400     | James Brining    |

Otras producciones
Charlie y la fábrica de chocolate se ha representado en países como Australia, Bélgica, Brasil, Canadá, Dinamarca, España, Estados Unidos, Francia, Italia, Japón, Noruega, Países Bajos, Perú, Reino Unido o Suecia, y ha sido traducido a varios idiomas diferentes.

## Números musicales
Producción original del West End
| Acto I - «Creation Overture» - «Almost Nearly Perfect» - «The Amazing Fantastical History of Mr. Willy Wonka» - «A Letter from Charlie Bucket» - «More of Him to Love» - «When Veruca Says» - «The Double Bubble Duchess» (a) - «It's Teavee Time!» - «If Your Mother Was Here» - «Don'cha Pinch Me, Charlie» - «It Must Be Believed to Be Seen» | Acto II - «Strike That! Reverse It!» - «Simply Second Nature» - «Auf Wiedersehen Augustus Gloop» - «Juicy!» - «Veruca's Nutcracker Sweet» - «Vidiots» - «A Letter from Charlie Bucket (Reprise)» - «Pure Imagination» (b) - «A Little Me» - «It Must Be Believed to Be Seen (Reprise)» |

(a) Reemplazada por «The Queen of Pop» a partir de 2016
(b) Canción incluida en la película de 1971 Willy Wonka & the Chocolate Factory (música de Anthony Newley y letra de Leslie Bricusse)
Producción original de Broadway
| Acto I - «Overture» - «The Candy Man» (a) - «Willy Wonka! Willy Wonka!» - «The Candy Man (Reprise)» (a) - «Charlie, You and I» - «A Letter from Charlie Bucket» - «More of Him to Love» - «When Veruca Says» - «The Queen of Pop» - «What Could Possibly Go Wrong?» - «If Your Father Were Here» - «I've Got a Golden Ticket» (a) / «Grandpa Joe» - «It Must Be Believed to Be Seen» | Acto II - «Strike That! Reverse It!» - «Pure Imagination» (a) / «Grandpa Joe (Reprise)» - «The Oompa Loompa Song» (a) - «Auf Wiedersehen Augustus Gloop» - «When Willy Met Oompa» - «Veruca's Nutcracker Sweet» - «Vidiots» - «The View From Here» |

(a) Canción incluida en la película de 1971 Willy Wonka & the Chocolate Factory (música de Anthony Newley y letra de Leslie Bricusse)
Producción original española
| Acto I - «Obertura» - «Un ser especial» (a) - «¡Willy Wonka! ¡Willy Wonka!» - «Charlie, tú y yo» - «La carta de Charlie Bucket» - «Más donde agarrar» - «Lo que ella diga» - «La diva pop» - «Es todo por mi campeón» - «Si estuviera papá» - «Tengo un billete de oro» (a) / «Abu Joe» - «Solo es real si lo crees» | Acto II - «Espera. No es cierto. Es justo del revés» - «Un mundo hecho de ilusiones» (a) / «Abu Joe (Reprise)» - «La canción de los Oompa Loompa» (a) - «Auf Wiedersehen Augustus Gloop» - «Cómo conocí a los Oompa Loompa» - «Cascanueces parto deux» - «Videotez» - «Las vistas desde aquí» |

(a) Canción incluida en la película de 1971 Willy Wonka & the Chocolate Factory (música de Anthony Newley y letra de Leslie Bricusse)

## Repartos originales
| Personaje            | West End (2013)                                              | Broadway (2017)                      | Gira en Norteamérica (2018)             | Gira en EE.UU. (2020)    | España (2022)                                          | Gira en Reino Unido (2022)                           |
| Willy Wonka          | Douglas Hodge                                                | Christian Borle                      | Noah Weisberg                           | Cody Garcia              | Edu Soto                                               | Gareth Snook                                         |
| Charlie Bucket       | Jack Costello Tom Klenerman Isaac Rouse Louis Suc            | Jake Ryan Flynn Ryan Foust Ryan Sell | Henry Boshart Collin Jeffrey Rueby Wood | Brody Bett Ryan Umbarila | Martín Luis Abello Alan Miranda Gio García Rafael Mata | Amelia Minto Kayleen Nguema Isaac Sugden Noah Walton |
| Abuelo Joe           | Nigel Planer                                                 | John Rubinstein                      | James Young                             | Steve McCoy              | Esteban Oliver                                         | Michael D'Cruze                                      |
| Sra. Bucket          | Alex Clatworthy                                              | Emily Padgett                        | Amanda Rose                             | Caitlin Lester-Sams      | Silvia Álvarez ‡                                       | Leonie Spilsbury                                     |
| Sra. Gloop           | Jasna Ivir                                                   | Kathy Fitzgerald                     | Kathy Fitzgerald                        | Audrey Belle Adams       | Malia Conde                                            | Kate Milner-Evans                                    |
| Sr. Salt             | Clive Carter                                                 | Ben Crawford                         | Nathaniel Hackmann                      | Scott Fuss               | Víctor Díaz                                            | Christopher Howell                                   |
| Sr. Beauregarde      | Paul J. Medford                                              | Alan H. Green                        | David Samuel                            | Branden R. Mangan        | Juan Dos Santos                                        | Julie Mullins §                                      |
| Sra. Teavee          | Iris Roberts                                                 | Jackie Hoffman                       | Madeleine Doherty                       | Katie Fay Francis        | Begoña Álvarez                                         | Leonie Spilsbury                                     |
| Augustus Gloop *     | Harrison Slater Jenson Steele Regan Stokes                   | F. Michael Haynie                    | Matt Wood                               | Sam St. Jean             | Guillermo de Quinto                                    | Robin Simões da Silva                                |
| Veruca Salt *        | Polly Allen Tia Noakes Ellie Simons                          | Emma Pfaeffle                        | Jessica Cohen                           | Angela Palladini         | Marta Melchiorre                                       | Kazmin Borrer                                        |
| Violet Beauregarde * | India Ria Amarteifio Adrianna Bertola Jade Johnson Mya Olaye | Trista Dollison                      | Brynn Williams                          | Zakiya Baptiste          | Nicole Quiala                                          | Marisha Morgan                                       |
| Mike Teavee *        | Jay Heyman Adam Mitchell Luca Toomey                         | Michael Wartella                     | Daniel Quadrino                         | Matthew Boyd Snyder      | Álex Arce                                              | Teddy Hinde                                          |
| Abuela Josephine     | Roni Page                                                    | Kristy Cates                         | Jennifer Jill Malenke                   | Jenna Brooke Scannelli   | Malia Conde                                            | Kate Milner-Evans                                    |
| Abuelo George        | Billy Boyle                                                  | Paul Slade Smith                     | Benjamin Howes                          | Ryan Kiernan             | Manu Martínez                                          | Christopher Howell                                   |
| Abuela Georgina      | Myra Sands                                                   | Madeleine Doherty                    | Claire Neumann                          | Nicole Zelka             | Sonia Gascón                                           | Julie Mullins                                        |
| Sr. Bucket           | Jack Shalloo                                                 | Ryan Breslin                         | David Paul Kidder                       | Daniel Pahl              | —                                                      | —                                                    |
| Sra. Green           | Michelle Bishop                                              | Kyle Taylor Parker                   | Clyde Voce                              | Domanick Anton Hubbard   | Mario Alberto Hernández                                | Victoria Nicol                                       |
| Jerry                | Ross Dawes                                                   | Jared Bradshaw                       | Joel Newsome                            | Justin White             | Alberto Scarlatta                                      | Ewan Gillies                                         |
| Cherry               | Kate Graham                                                  | Stephanie Gibson                     | Sarah Bowden                            | Nicole Hale              | Marta Arteta                                           | Lucy Hutchison                                       |

* Desde el estreno en Broadway, los personajes de Augustus Gloop, Veruca Salt, Violet Beauregarde y Mike Teavee son interpretados por actores adultos.
‡ En un principio se anunció que Ana Dachs interpretaría a la Sra. Bucket en la producción española, pero finalmente fue Silvia Álvarez quien estrenó el personaje.
§ El personaje del Sr. Beauregarde fue sustituido por la Sra. Beauregarde en la primera gira británica.
Reemplazos destacados en la producción española
- Willy Wonka: Daniel Diges
- Sra. Bucket: Ana Dachs
- Sr. Salt: David Castedo
- Violet Beauregarde: Paula Moncada
- Abuelo George: Antonio Villa
- Abuela Georgina: Patricia Serradell
- Jerry: Javier Enguix
- Cherry: Meritxell Valencia

## Grabaciones
Hasta la fecha se han editado los álbumes interpretados por los elencos de Londres (2013) y Broadway (2017).

## Premios y nominaciones

### Producción original del West End
| Año  | Premio                         | Categoría                                 | Nominado            | Resultado |
| ---- | ------------------------------ | ----------------------------------------- | ------------------- | --------- |
| 2013 | Evening Standard Theatre Award | Mejor plan nocturno                       | Mejor plan nocturno | Nominado  |
| 2014 | Olivier Award                  | Mejor musical nuevo                       | Mejor musical nuevo | Nominado  |
| 2014 | Olivier Award                  | Mejor actor en un musical                 | Douglas Hodge       | Nominado  |
| 2014 | Olivier Award                  | Mejor intérprete de reparto en un musical | Nigel Planer        | Nominado  |
| 2014 | Olivier Award                  | Mejor diseño de escenografía              | Mark Thompson       | Nominado  |
| 2014 | Olivier Award                  | Mejor diseño de vestuario                 | Mark Thompson       | Ganador   |
| 2014 | Olivier Award                  | Mejor diseño de iluminación               | Paul Pyant          | Ganador   |
| 2014 | Olivier Award                  | Mejor coreografía                         | Peter Darling       | Nominado  |

### Producción original de Broadway
| Año  | Premio             | Categoría                                       | Nominado        | Resultado |
| ---- | ------------------ | ----------------------------------------------- | --------------- | --------- |
| 2017 | Chita Rivera Award | Mejor coreografía en un espectáculo de Broadway | Josh Bergasse   | Nominado  |
| 2017 | Chita Rivera Award | Mejor bailarina en un espectáculo de Broadway   | Emma Pfaeffle   | Nominada  |
| 2017 | Drama Desk Award   | Mejor diseño de marionetas                      | Basil Twist     | Ganador   |
| 2017 | Drama League Award | Mejor intérprete                                | Christian Borle | Nominado  |

### Producción original española
| Año  | Premio                    | Categoría                          | Nominado            | Resultado |
| ---- | ------------------------- | ---------------------------------- | ------------------- | --------- |
| 2023 | Premio del Teatro Musical | Mejor musical                      | Mejor musical       | Nominado  |
| 2023 | Premio del Teatro Musical | Mejor dirección musical            | Julio Awad          | Nominado  |
| 2023 | Premio del Teatro Musical | Mejor caracterización              | José Alberto Sedano | Nominado  |
| 2023 | Premio del Teatro Musical | Mejor figurinista                  | Chiara Donato       | Nominada  |
| 2023 | Premio del Teatro Musical | Mejor actor protagonista           | Edu Soto            | Nominado  |
| 2023 | Premio del Teatro Musical | Mejor actriz de reparto            | Begoña Álvarez      | Nominada  |
| 2023 | Premio del Teatro Musical | Mejor actor de reparto             | Esteban Oliver      | Nominado  |
| 2023 | Premio del Teatro Musical | Interpretación destacada masculina | Álex Arce           | Nominado  |